# Nazionale femminile di pallacanestro dell'Estonia
La nazionale di pallacanestro femminile dell'Estonia, selezione composta dalle migliori giocatrici di pallacanestro di nazionalità estone, rappresenta l'Estonia nelle competizioni internazionali femminili di pallacanestro organizzate dalla FIBA, ed è gestita dalla Federazione cestistica dell'Estonia.

## Storia

### Nella nazionale Sovietica (1948-1991)
Dopo la seconda guerra mondiale il paese è stato occupato e inglobato all'Unione sovietica, e ne ha fatto parte fino al 1991, anno in cui l'Estonia ha ritrovato l'indipendenza, e di conseguenza, ha visto riformarsi le sue nazionali sportive.

### Nazionale estone (dal 1992)
La nazionale estone non ha mai partecipato alle fasi finali dei Campionati Europei, e di conseguenza non è mai riuscita a qualificarsi a Campionati Mondiali e Olimpiadi.

Dal 2005, la FIBA ha suddiviso la zona europea in tre categorie:
- Division A, riservata alle migliori 16 squadre nazionali del continente
- Division B, riservata alle altre 14 squadre nazionali
- Division C, riservata ai Piccoli Stati d'Europa, categoria indipendente dalle prime due

La nazionale estone, è stata subito ammessa in Division B a disputare il corrispettivo Campionato Europeo, ed attualmente né fa ancora parte, non essendo riuscita a salire alla categoria superiore.

## Piazzamenti

### Campionati europei division B
- 2005 - 9°
- 2007 - 5°
- 2009 - 9°

## Nazionali giovanili
- Selezioni giovanili della nazionale femminile di pallacanestro dell'Estonia